# 후토스 - 잃어버린 숲
《후토스 - 잃어버린 숲》(HUTOS - the Last Forest)은 한국방송공사가 제작비 30억 원을 들여 제작한 어린이 대상 텔레비전 프로그램이다.

## 방송 일시
| 방송 채널 | 방송일                             | 방송 시간                           |
| --------- | ---------------------------------- | ----------------------------------- |
| KBS 2TV   | 2010년 5월 31일 ~ 2010년 12월 31일 | 월요일 ~ 금요일 오후 3시 35분 ~ 4시 |
| KBS 2TV   | 2011년 1월 3일 ~ 2011년 4월 21일   | 월요일 ~ 목요일 오후 3시 35분 ~ 4시 |
| OBS       | 2012년 5월 31일 ~ 2013년 12월 31일 | 월요일 ~ 금요일 오후 3시 35분 ~ 4시 |

## 등장 인물
- 모야(김기양) : 호기심이 많은 맏형격의 곰. 씩씩하고 활발한 성격. "뭐야 모야?"라는 대표멘트 사용 모야 (후토스)문서로.
- 아라(정해숙) : 여자호랑이. 잘난 척, 똑똑한 척 하지만 실제로 아는 것도 많다.“아라는 다 알아”라는 대표멘트 사용 아라 (후토스)문서로.
- 나도(이응순) : 모야의 남동생인 병아리. 후토스의 가장 막내캐릭터. 부끄러움을 많이 타고 혼자 공상하기를 좋아한다. 엉뚱한 경우가 많다.
“나도나도”라며 따라하는 대표멘트 사용 나도 (후토스)문서로.
- 조아(김지선) : 여자 무당벌레. 가장 명랑하고 긍정적인 성격과 예쁜 것을 좋아하는 성격. "조아는 다 좋아"라는 대표멘트 사용 조아 (후토스)문서로.
- 시로 : 시로 (후토스) 남자 스컹크+고슴도치.내성적이고 까칠한 성격. 하지만 남을 먼저 생각하는 착한 성격을 가졌다. "시로는 다 싫어."라는 대표멘트 사용.

## 줄거리
후토스 친구들은 후토스 섬을 떠나 미래로 떠난다. 하지만, 창 밖으로 본 지구의 모습은 잿빛 폐허이다. 마침내 아라, 모야, 조아, 나도는 녹음으로 둘러싸인 숲을 찾아 숲의 이곳 저곳으로 탐험을 시작한다.
이들 앞으로 검정 고슴도치 친구 시로가 나타난다. 부끄러움이 많고 까칠한 새친구에게 말을 건네보지만 돌아오는 대답은 "싫어 싫어" 뿐이다. 아라, 모야, 나도, 조아와 시로는 서로 친해질 수 있을까?

## 같이 보기
- 후토스 - 하늘을 나는 집 : 전작.